# Abóbada catalã

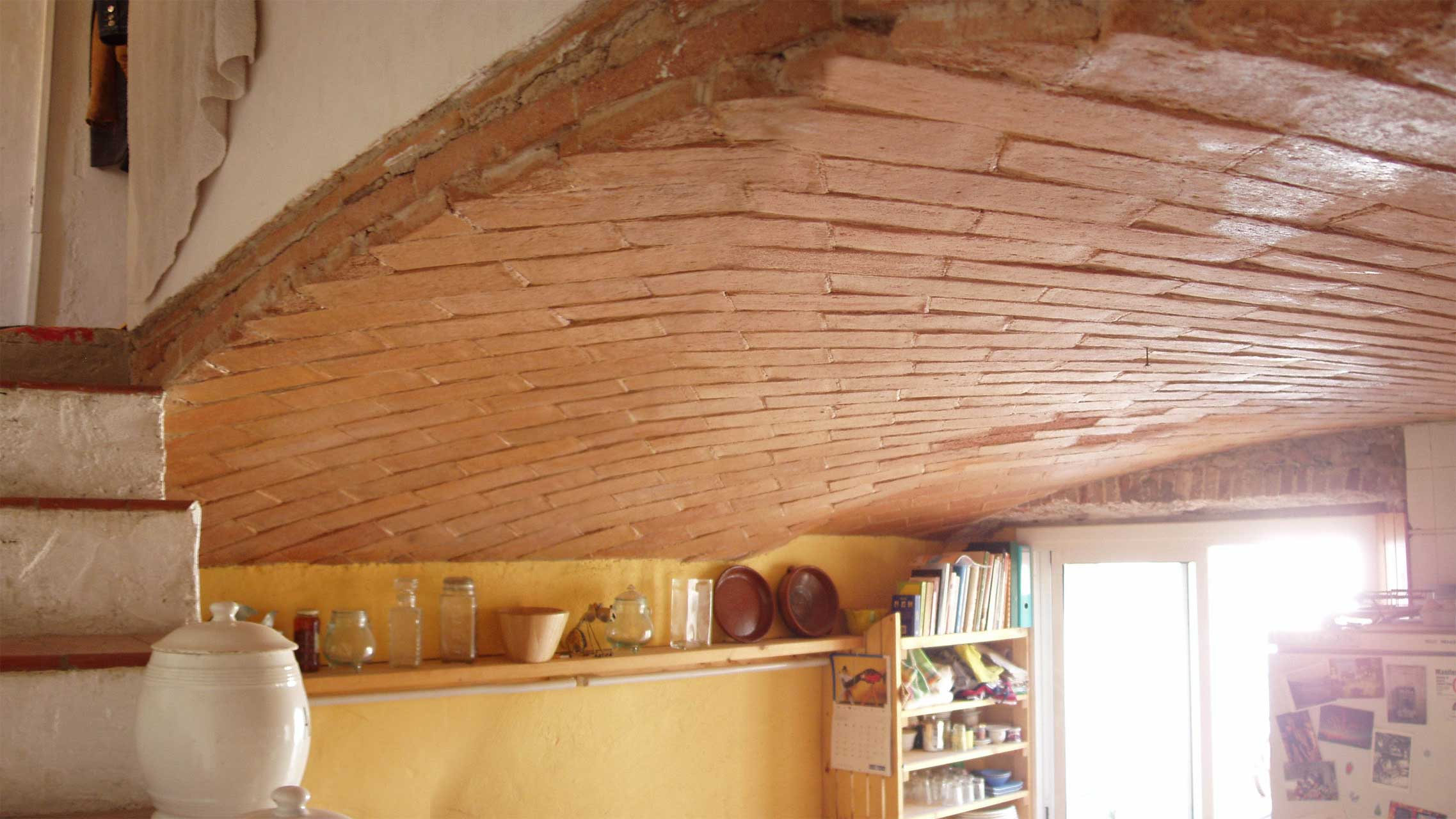
Exemplo de abóbada catalã em Barcelona

A abóbada catalã ou arco catalão é um tipo de arco de tijolo frequentemente usado estruturalmente de forma a ficar quase plano, tradicional da arquitetura catalã. Divulgou-se por todo o mundo pela obra de arquitetos catalães como Antoni Gaudí e Josep Puig i Cadafalch.
Estudos de estabilidade da abóbada catalã encontram-se no Instituto de Estudos Catalães.
Embora designada como catalão, este método de construção encontra-se disseminado pelo Mediterrâneo e a sua designação terá ocorrido pela primeira vez em 1904 num congresso de arquitetura em Madrid. A mais antiga referência a esta tipologia data de 1382, em Valência.